# Liriomyza phryne
Liriomyza phryne är en tvåvingeart som beskrevs av Friedrich Georg Hendel 1931. Liriomyza phryne ingår i släktet Liriomyza och familjen minerarflugor.
Artens utbredningsområde är Österrike. Arten är reproducerande i Sverige. Inga underarter finns listade i Catalogue of Life.